# Балансировка портфеля проектов
Балансировка портфеля проектов(англ. Portfolio Balancing) — процесс формирования комплекса проектов с учётом их приоритетов, взаимосвязи, синергии, влияния на достижение целей организации. Целью данного процесса является подбор наборов компонент портфеля с наибольшим потенциалом к реализации организационных стратегических инициатив и достижению стратегических целей. Балансировка портфеля проектов позволяет планировать и распределять ресурсы (финансовые, материальные, информационные, человеческие) в соответствии со стратегическими направлениями, а также дает возможность максимизировать выгоды от реализации портфеля проектов в рамках приемлемого для компании уровня риска.

## Входы процесса балансировки
- Список приоритизированных компонент по стратегическим категориям
- Критерии управления портфелем
- Ключевые параметры измерения результатов управления портфелем
- Имеющиеся ограничения
- Рекомендации по ребалансировке портфеля
- Перечень портфельных рисков

## Процедура балансировки портфеля
Добавляем новую компоненту, которая была выбрана, и присваиваем приоритет в соответствии с критериями
Рассчитываем показатели портфеля с учётом новой компоненты
Определяем компоненты, которые не удовлетворяют текущим критериям
Исключаем компоненты, которые приостановлены или ликвидированы

## Выходы процесса балансировки
- Список утверждённых компонент портфеля
- Обновленный список утверждённых, приостановленных и исключенных компонентов: включает в себя все перечисленные компоненты с определением их текущего статуса. Кроме них, в список включаются также компоненты по которым существует экспертная рекомендация относительно утверждения, приостановления или исключения.
- Обновленный список компонентов: процесс обновляет список компонентов в случаях, когда по ним были приняты решения относительно изменения бюджета или списка предоставленных ресурсов
- Полный состав портфеля проектов. Расписание исполнения портфеля.

## Положительные эффекты от реализации балансировки
- максимальная отдача от вложений и минимизация рисков;
- улучшение и облегчение процесса контроля над инвестициями;
- улучшение взаимопонимания между руководителями служб и подразделений, обеспечение правильного понимания изменений во всей компании;
- повышение превентивности и точности принимаемых решений с учётом их влияния на всю совокупность проектов;
- более эффективное распределение ресурсов между программами/проектами;
- сокращение числа избыточных проектов и расхода ресурсов на них

## Методы визуализации при балансировке
Может быть использован ряд диаграмм, способствующих облегчению работы менеджеров при балансировке портфеля проектов.
Пузырьковая диаграмма
В осях уровня риска и значения NPV проектов можно расположить все проекты, но не точками, а кругами (пузырьками), величина которых соответствует величине капиталовложений. Кроме того, можно каждый проект-круг закрасить цветом, который будет соответствовать стадии реализации проекта. Данный метод позволяет сбалансировать портфель на глаз по наличию проектов: крупных и маленьких, и т. д.
Паутинчатая диаграмма
Данный способ графического представления применим для широкого спектра случаев. Что касается процесса балансировки, то данный способ является чрезвычайно наглядным для выявления степени соответствия параметров имеющего портфеля проектов с ключевыми стратегическими направлениями деятельности организации.